# Theta Mensae
Theta Mensae (42 Mensae) é uma estrela na direção da constelação de Mensa. Possui uma ascensão reta de 06h 56m 34.48s e uma declinação de −79° 25′ 12.7″. Sua magnitude aparente é igual a 5.45. Considerando sua distância de 356 anos-luz em relação à Terra, sua magnitude absoluta é igual a 0.26. Pertence à classe espectral B9.5V.